# Metropolitansko mesto Bari
Metropolitansko mesto Bari (ital. Città Metropolitana di Bari) je metropolitansko mesto v deželi Apuliji v Italiji. Glavno mesto je mesto Bari. Nadomestil je pokrajino Bari in vključuje mesto Bari in približno štirideset drugih občin (comuni). Najprej je nastal z reformo lokalnih oblasti (Zakon 142/1990), nato pa je bil ustanovljena z Zakonom 56/2014. Deluje od 1. januarja 2015.
Metropolitansko mesto Bari vodi metropolitanski župan (Sindaco metropolitano) in metropolitanski svet (Consiglio metropolitano). Od 1. januarja 2015 je Antonio Decaro kot župan glavnega mesta prvi župan Metropolitanskega mesta.
Ima površino 3.825 km2 in skupno 1.225.580 prebivalcev (2021).

## Geografija
Pokrajina Bari s pogledom na Jadransko morje v jugovzhodni Italiji leži v osrednjem delu Apulije in na zahodu meji na pokrajino Matera in Potenza, na severu pa na pokrajino Barletta-Andria-Trani in na jugu pokrajini Taranto in Brindisi. Pokrajina Bari je bila prej del regije Terra di Bari, ki je nekoč vključevala mesti Fasano in Cisternino, zdaj v pokrajini Brindisi.
Na območju prevladujejo hribi Murgia v notranjem delu, kraška planota, ki je dom Narodnega parka Alta Murgia, enega najnovejših narodnih parkov v Italiji, ustanovljenega leta 2004. Samo zaledje Barija in obalni pas sta ravninska. Sever pokrajine z Barijem, Altamuro, Bitontom, Coratom, Gravino v Pugliji in Molfetto je močno poseljen. Za jug, nasprotno, je značilna odsotnost teh velikih središč; edina občina z okoli 50.000 prebivalci je Monopoli. V južnem delu pokrajine, na meji s Tarantom, je dolina Itria, med mesti Alberobello, Locorotondo, Cisternino in Martina Franca. Pokrajina je v veliki meri brez rek in jezer, čeprav so podzemne reke v kraški pokrajini oblikovale številne jame, med drugim tudi Castellana in Putignano.

### Mesta in občine
Z ustanovitvijo pokrajine Barletta-Andria-Trani leta 2004 je pokrajina Bari poleg glavnih mest pokrajin izgubila še 4 občine, tj. Bisceglie, Canosa di Puglia, Minervino Murge in Spinazzola.
Tako je ostala pokrajina Bari z 41 comuni in prilagojenim številom prebivalcev 1.248.084 po popisu leta 2005.
- Acquaviva delle Fonti
- Adelfia
- Alberobello
- Altamura
- Bari
- Binetto
- Bitetto
- Bitonto
- Bitritto
- Capurso
- Casamassima
- Castellana Grotte
- Cellamare
- Conversano
- Corato
- Gioia del Colle
- Giovinazzo
- Gravina in Puglia
- Grumo Appula
- Locorotondo
- Modugno
- Mola di Bari
- Molfetta
- Monopoli
- Noci
- Noicattaro
- Palo del Colle
- Poggiorsini
- Polignano a Mare
- Putignano
- Rutigliano
- Ruvo di Puglia
- Santeramo in Colle
- Sannicandro di Bari
- Terlizzi
- Toritto
- Triggiano
- Turi
- Valenzano

## Gospodarstvo
Obdelovalne površine v pokrajini Bari se izkoriščajo za pridelavo oljk in grozdja, pa tudi češenj, breskev in mandljev. Iz te kmetijske dejavnosti pridobivajo olivno olje, vino in namizno grozdje. Bitonto je še posebej znan po ekstra deviškem oljčnem olju, Corato (s sorto oljk Coratina) in Giovinazzo pa sta pomembni proizvodni območji. Središča pridelave vina so v glavnem koncentrirana v Gravini in Ruvo di Puglia na severu Barija ter Adelfii, Noicattaru, Rutiglianu in Locorotondoju na jugu Barija. Pomembna je tudi pridelava češenj; apulijska rdeča je še posebej razširjena na podeželju Turi in Putignano.